# ماریا داس گراکاس سیلوا فاستر
ماریا داس گراکاس سیلوا فاستر (انگلیسی: Maria das Graças Silva Foster؛ زاده ۲۶ اوت ۱۹۵۳) یک مهندس اهل برزیل است. وی از سال ۱۹۸۱ میلادی تاکنون مشغول فعالیت بوده‌است.